# Jradzor
Jradzor (en arménien Ջրաձոր) est une communauté rurale du marz de Shirak en Arménie. En 2008, elle compte 284 habitants.